# ロイス・ホルツマン
ロイス・ホルツマン (Lois Holzman, 1946年7月14日-) は、ニューヨークにあるイーストサイド研究所の共同設立者であり、ディレクターである。ホルツマンは、フレド・ニューマンとともに、ソーシャル・セラピーの方法を開発し、発展させてきた。ホルツマンは、プレイ・セラピーに関する調査や研究、そして メンタルヘルスへの医療モデルに対して批判的な立場から議論をしてきたことで知られている。
ホルツマンは、サイコセラピーや、組織開発、コミュニティ発達の領域に対する、レフ・ヴィゴツキーの考えの導入において重要な役割を果たしてきた。2014年には、アメリカ教育学会・文化歴史的研究SIGから、生涯功労賞を受賞している。
ホルツマンは、『「知らない」のパフォーマンスが未来を創る(The overweight Brain)』や、『遊ぶヴィゴツキー(Vygotsky at Work and Play)』 、『パフォーマンスする心理学(Performing Psychology)』 、そして『心理学的探求(Psychological Investigations)』など、多彩な書籍を出版してきた。 また、フレド・ニューマンとの共著で、世界で広く参照されている書籍『革命のヴィゴツキー(Lev Vygotsky: Revolutionary scientist)』 や『知ることの終焉（The end of knowing)』を出版した。

## 経歴
ホルツマンは、1967年、ロードアイランド・カレッジで英語の学士号を取得した後、コロンビア大学およびブラウン大学で言語学を学び、博士号を取得した。 また1977年に、コロンビア大学ティーチャーズカレッジで発達心理学と心理言語学の博士号を取得した。 大学院生時代、ホルツマンはロイス・ブルームと共に、因果関係を示す言語の発達や、言語発達における模倣の役割について研究を行った。これらの研究は、ロイス・フッド(Lois Hood)の名前で出版されている。 
博士課程修了後は、ロックフェラー大学で、ポストドクターとして、マイケル・コールと共同研究を行い 、その後、ニューヨーク州立大学エンパイアステート校で大学教員を務めた。
1980年には、モスクワの心理学研究所を訪れ、レフ・ヴィゴツキーとその継承者たちの研究について調査を行っている。
1985年、ホルツマンとフレド・ニューマンは、ヒューマニスティック心理学(Humanistic Psychology)を促進するための組織、イーストサイド・グループ・短期心理療法研究所（East Side Institute for Group and Short Term Psychotherapy）を設立。ホルツマンとニューマンはともに、人々が自ら問題を解決するためのグループセラピーのひとつのかたちとして、ソーシャル・セラピューティクス(social therapeutics)を導入した。イーストサイド研究所は、ソーシャル・セラピューティクスのための教育・トレーニング・研究センターとなった。
2010年、ホルツマンは、オールスター・プロジェクトの国際展開戦略推進を担う部門の長に就任した。オールスター・プロジェクトは、若者たちに積極的な成長の機会を創りだす手助けをするプロジェクトである。 
オールスター・プロジェクトは、警察と有色人種の若者たちとの間に、潜在的に存在し続けている敵対関係の緩和に向けて遊び/演劇（play)を活用した。これは「マッポとガキの対話大作戦(Operation Conversation:Cops and kids)」と呼ばれるプログラムで、ニューヨーク市警の警察官のトレーニング・プログラムに導入されている。「マッポとガキの対話大作戦」は、警察官と若者が、自分たちとはまったく関係のないシーンを即興で演じあう。自由に遊び、演じあい、互いに会話する。そして、リラックスした遊び/演劇の中で、お互いを知ることができるようにするのである。そしてその後で、じっくりとお互いの苦労について、互いにどう接したいかのかについて語り合う。「マッポとガキの対話大作戦」は、このようにして、遊び/演劇を活用しながら敵対関係を緩和し、双方が、互いの共通点を見出せるようにしていく。
また、ホルツマンは、バーバラ・テイラー・スクール(Barbara Taylor School)や、パフォーマンス・オブ・ア・ライフタイム(Performance of a Lifetime; POAL)の教育プログラムの開発にも携わっている。
パフォーマンス・アクティヴィズムと、今まさに表れつつある社会変革を支援する年2回の集まりであるパフォーミング・ザ・ワールド(Performing the World）の議長、兼、組織委員長でもある。
2018年、ホルツマンは、ノースカロライナ大学グリーンズボロー校、ロイズ・インターナショナル・オナーズ・カレッジで、レフ・ヴィゴツキーの実践とパフォーマンスの特別客員フェローとなった。

## 主要な書籍
- Newman, F., & Holzman, L. (1993). Lev Vygotsky: Revolutionary scientist. Psychology Press.

（邦訳）
- フレド・ニューマン＆ロイス・ホルツマン『革命のヴィゴツキー : もうひとつの「発達の最近接領域」理論』新曜社、2020年8月。ISBN 9784788516847。
- Newman, F., & Holzman, L. (199). Unscientific psychology: a cultural-performatory approach to understanding human life. Praeger.

（邦訳）
- フレド・ニューマン＆ロイス・ホルツマン『パフォーマンス・アプローチ心理学 : 自然科学から心のアートへ』ひつじ書房、2022年10月。ISBN 9784823411601。
- Newman, F., & Holzman, L. (1997). The end of knowing: A new developmental way of learning. Routledge.
- Holzman, L. (1999). Performing psychology: A postmodern culture of the mind. Psychology Press.
- Holzman, L. (2009). Vygotsky at work and play. Routledge.

（邦訳）
- ロイス・ホルツマン『遊ぶヴィゴツキー : 生成の心理学へ』新曜社、2014年9月。ISBN 9784788514089。
- Holzman, L., & Mendez, R. (2004). Psychological investigations: A clinician's guide to social therapy. Routledge.
- Holzman, L., & Morss, J. (2014). Postmodern psychologies, societal practice, and political life. Routledge.
- Holzman, L. The overweight brain: How our obsession with knowing keeps us from getting smart enough to make a better world. New York. OCLC 876295962

（邦訳）
- ロイス・ホルツマン『「知らない」のパフォーマンスが未来を創る : 知識偏重社会への警鐘』ナカニシヤ出版、2020年11月。ISBN 9784779515163。

## 参照
1. ↑  “Play Therapy | Psychology Today” (英語). Psychology Today. 2018年10月7日閲覧。
2. ↑  “"Lifetime Achievement" in Cultural Historical Research” (英語). Lois Holzman. (2015年3月25日) 2018年11月5日閲覧。
3. ↑  ロイス・ホルツマン『「知らない」のパフォーマンスが未来を創る : 知識偏重社会への警鐘』ナカニシヤ出版、2020年11月。ISBN 9784779515163。
4. ↑   (英語) The overweight brain: How our obsession with knowing keeps us from getting smart enough to make a better world. New York. OCLC 876295962
5. ↑  ロイス・ホルツマン『遊ぶヴィゴツキー : 生成の心理学へ』新曜社、2014年9月。ISBN 9784788514089。
6. ↑  Holzman, Lois (2016-10-26). Vygotsky at work and play (2nd ed.). Abingdon, Oxon. ISBN 9781138937840. OCLC 952277043
7. ↑  Thomas, Michael (2010). “Vygotsky at work and play - By Lois Holzman” (英語). British Journal of Educational Technology 41 (3):  E61–E62. doi:10.1111/j.1467-8535.2010.01080_6.x. ISSN 0007-1013.
8. ↑  Holzman, Lois (2003) (英語). Performing Psychology: A Postmodern Culture of the Mind.. ISBN 9780203427323
9. ↑  Holzman, Lois; Mendez, Rafael (2005) (英語). Psychological investigations: a clinician's guide to social therapy. New York: Brunner-Routledge. ISBN 978-0203010792
10. ↑  Newman, Fred, Holzman, Lois (1993). Lev Vygotsky: revolutionary scientist. London: Routledge. ISBN 978-0415064415. OCLC 26397665
11. ↑  Holzman, Lois (2016). Lev Vygotsky: revolutionary scientist.. Routledge. ISBN 978-1138142558. OCLC 941437123
12. ↑  Newman, Fred, Holzman, Lois (1997). The end of knowing: a new developmental way of learning. London: Routledge. ISBN 978-0203181935. OCLC 70769024
13. ↑  Hood, Lois; Bloom, Lois; Brainerd, Charles J. (1979). “What, When, and How about Why: A Longitudinal Study of Early Expressions of Causality”. Monographs of the Society for Research in Child Development 44 (6):  1–47. doi:10.2307/1165989. JSTOR 1165989. PMID 542205.
14. ↑  Bloom, Lois; Hood, Lois; Lightbown, Patsy (1974). “Imitation in language development: If, when, and why”. Cognitive Psychology 6 (3):  380–420. doi:10.1016/0010-0285(74)90018-8. ISSN 0010-0285.
15. ↑  Hood, Lois; McDermott, Ray; Cole, Michael (1980). “"Let'stryto make it a good day"— some not so simple ways∗” (英語). Discourse Processes 3 (2):  155–168. doi:10.1080/01638538009544484. ISSN 0163-853X.
16. ↑  “East Side Institute » Lois Holzman” (英語). eastsideinstitute.org. 2018年11月20日閲覧。
17. ↑  “East Side Institute » About the East Side Institute” (英語). eastsideinstitute.org. 2018年11月20日閲覧。
18. ↑  “All Stars Project, Inc.” (英語). allstars.org. 2018年11月20日閲覧。
19. ↑  香川秀太・有元典文・茂呂雄二『パフォーマンス心理学入門：共生と発達のアート』新曜社、2019年3月、37-39頁。ISBN 9784788516243。
20. ↑  “Operation Conversation: Cops & Kids – All Stars Project, Inc.” (英語). allstars.org. 2018年11月20日閲覧。
21. ↑  Strickland, Gloria; Holzman, Lois (1989). “Developing Poor and Minority Children as Leaders with the Barbara Taylor School Educational Model”. The Journal of Negro Education 58 (3):  383–398. doi:10.2307/2295671. JSTOR 2295671.
22. ↑  Lois, Holzman (2016-05-06). Schools for growth : radical alternatives to current education models. Abingdon. ISBN 9781135455422. OCLC 949275030
23. ↑  “Performance of a lifetime”
24. ↑  “One on One...with Lois Holzman | The Psychologist” (英語). thepsychologist.bps.org.uk. 2018年11月20日閲覧。
25. ↑  “Lois Holzman | University of North Carolina at Greensboro” (英語). loisholzman.org. 2018年11月27日閲覧。

## 関連情報
- Home page
- Psychology Today blog